# Cake Shop
Cake Shop was een muziekpodium, nachtclub, bar en café in de Lower East Side van Manhattan in New York, die in 2005 werd geopend. Cake Shop, gevestigd op Ludlow Street 152 tussen Stanton Street en Rivington Street, bood een volledige bar en platen te koop aan, maar was vooral bekend als rockclub, waar nieuwe en opkomende bands en gevestigde acts bijna elke avond in de kelder te gast waren.
Cake Shop werd beschouwd als een cruciale halte in het nationale tourcircuit en werd beschouwd als een van de weinige overgebleven zalen in Manhattan die openstonden voor "onafhankelijke underground popmuziek" van bands die te weinig aantrekkingskracht hadden om elders op te treden. Mede-eigenaar Nick Bodor noemde het boekingsbeleid van Cake Shop als volgt: "We gaan niet iets boeken tenzij we geloven dat het op zijn minst interessant is." Gevestigde groepen als Vampire Weekend, The Dirty Projectors, en The Pains of Being Pure at Heart hebben Cake Shop gecrediteerd met het helpen opstarten van hun respectievelijke muziekcarrières.
Vanwege de stijgende kosten in verband met de gentrificatie van de buurt en duurzaamheidskwesties in verband met het "langlopende" bedrijfsmodel van de zaal, besloten de eigenaars eind 2016 te sluiten. De laatste week van Cakeshop werd gekenmerkt door nachtelijke shows en speciale evenementen. 31 december 2016 was de laatste avond dat Cakeshop in bedrijf was.